# A Resurrection
A Resurrection è un film del 2013 diretto da Matt Orlando.
Film horror, ultima pellicola a cui ha partecipato l'attore Michael Clarke Duncan, morto improvvisamente durante la fase di post-produzione.
Il film è ambientato durante un singolo giorno (e notte) in una scuola superiore. 

## Trama
Jessie, una consulente di orientamento scolastico, Addison, il preside della scuola e un agente di polizia locale, Travis, sono i protagonisti di un "giallo" nel momento in cui un terribile omicidio colpisce la scuola. Jessie tenta di aiutare uno studente con disturbi mentali, Eli, convinto che suo fratello morto tornerà a vendicarsi degli studenti che l'hanno ucciso travolgendolo con la loro macchina.
Eli porta il corpo di suo fratello da una strega che “inserisce” uno spirito nel cadavere. La strega informa Eli che lo spirito di suo fratello resusciterà dopo sei giorni e tornerà a riposare nuovamente solo dopo aver commesso sei omicidi.

## Produzione
Il budget del film è stato di 1,1 milioni di dollari.

### Riprese
Le riprese del film sono iniziate nel dicembre 2010 e sono durate solamente venti giorni.
Le riprese sono state effettuate interamente nella città di Pittsburgh (Pennsylvania). La maggior parte delle riprese interne riguardano l'ex scuola media di Pittsburgh Knoxville Middle School.

### Titolo
Inizialmente il titolo del progetto era The Sibling, ma è poi stato cambiato in A Resurrection.

## Distribuzione
Il primo trailer del film viene distribuito il 4 marzo 2013.
La pellicola è stata distribuita nelle sale cinematografiche statunitensi, in numero di copie limitata, a partire dal 22 marzo 2013.